# 胡世賞
胡世賞（1570年3月31日—？年），字荐蓼，四川重慶府合州人，明末政治人物，萬曆辛丑進士。

## 生平
萬曆二十二年（1594年），甲午科鄉試第31名。萬曆二十九年（1601年），辛丑科會試第198名，殿試二甲第十四名進士（易三房）。都察院觀政，授戶部主事。萬曆三十二年（1604年）甲辰，湖廣監兌。萬曆三十四年（1606年）丙午，通州挖運，本年陞戶部郎中。
萬曆三十五年（1607年）丁未，陞湖廣岳州府知府。萬曆三十六年（1608年）戊申，調荊州府知府。萬曆三十九年（1611年）辛亥，陞湖廣按察使司副使。萬曆四十二年（1614年）甲寅，陞驛傳道、浙江布政使司參政。萬曆四十三年（1615年）乙卯，改督糧道。萬曆四十六年（1618年）戊午，陞浙江按察使司按察使。萬曆四十七年（1619年）己未，陞浙江右布政使。天啟元年（1621年）辛酉，陞浙江左布政使。
天啟二年（1622年）壬戌，陞太僕寺卿，天啟三年（1623年）癸亥，陞太常寺卿。天啟三年（1623年）十一月二十九日，以皇子生，覃恩錄廕，其子胡我琨准送監讀書。天啟四年（1624年），劾魏忠賢，不聽。天啟五年（1625年）乙丑六月十日，陞工部右侍郎，六月十三日署掌本部印信，九月九日廕一子入監兼賚銀幣，十月十八日廕子胡我珫入監讀書，十一月以鑽謀亞卿，冠帶閑住。
崇禎元年（1629年）戊辰，起用，遇缺會推。崇禎二年（1629年）己巳，起刑部右侍郎，陞左侍郎，崇禎三年（1630年）庚午，以刑部囚犯逃脫革職閑住，杖八十，贖杖為民。後文震孟為崇禎講解《魯論》講到「君使臣以禮」一段時，他反覆講解規諷，崇禎皇帝感悟降旨放出喬允升、胡世賞等。
崇禎四年至五年，回鄉後的胡世賞為捍衛合州城郭，保衛沿街民房而倡捐在城北楊柳街嘉陵江岸修司空堤，共歷時5個月。堤高3.9丈，寬10丈，長60餘丈，又名胡公堤。在合州捐置漏澤園，在合州迎恩門外三里。
崇禎十七年，起為戶部左侍郎。卒於家，年七十六歲。

## 家族
曾祖胡守寬（義官）；祖胡琢（典膳）；父胡登庸（庠生）；子胡我琨、胡我珫；女適萬曆十四年丙戌科進士王德完子王瑊。

## 胡世賞墓
位於重慶市合川區香龍鎮金龍村雞公嶺石馬溝坡地上，13座墓，占地面積約80平方米。封土多已夷平。其中胡世賞墓的封土部分垮塌。已暴露石砌長方形平頂單室墓，長3.4米，寬0.9米，高1.8米，後壁有花窗等雕飾。墓前尚存石人、石馬、石羊等。
| 官衔          | 官衔                                         | 官衔          |
| ------------- | -------------------------------------------- | ------------- |
| 前任： 霍藎臣 | 明朝岳州府知府 萬曆三十五年任 1607年－1608年 | 繼任： 龍國禄 |
| 前任： 費兆元 | 明朝荊州府知府 1608年－1611年                | 繼任： 胡一鴻 |